# Западня (телесериал, 1993)
«Западня» (укр. Пастка) — украинский телевизионный пятисерийный фильм режиссёра Олега Биймы, снятый на студии «Укртелефильм» в 1993 году по мотивам повести Ивана Франко «Перекрёстные тропинки». Премьера состоялась в 1996 году.
Создатели фильма награждены Государственной премией Украины им. Тараса Шевченко.

## Сюжет
Евгений Рафалович приезжает в провинциальный городок работать адвокатом. В планах у него пошатнуть тамошний замшелый жизненный уклад. Однако, каждый его шаг наталкивается на стену непонимания, вокруг него плетут интриги, распускают сплетни…
Кроме того, Рафалович встречает свою бывшую возлюбленную, с которой расстался много лет назад (по анонимному доносу он был заключён в тюрьму). Прошли годы, однако былая страсть друг к другу сохранилась между Евгением и Региной. Однако, она теперь замужем за бывшим гимназическим преподавателем Евгения Валерианом Стальским— человеком деспотичным, низким, по-своему несчастным. Именно Стальский написал тот самый донос, который разлучил молодых влюблённых…

## В ролях

### В главных ролях
- Анатолий Хостикоев — Евгений Рафалович, адвокат
- Богдан Ступка — Валериан Стальский, судебный служащий, бывший учитель Евгения Рафаловича
- Ольга Сумская — Регина Стальская (в девичестве Твардовская), жена Валериана

### В ролях
- Георгий Дрозд — Вагман, богатый еврей, владелец жилья Рафаловича
- Дмитрий Миргородский — Баран, сторож
- Константин Степанков — Брыкальский
- Александр Гринько — президент суда
- Давид Бабаев — Шварц
- Владимир Заднепровский — Шнадельский, бывший адвокат
- Анатолий Юрченко — отец Зварич
- Александр Затучный — Берко
- Лариса Кадырова — Алиция Горская, учительница музыки
- Тамара Яценко — Маршальская
- Матвей Никитин — Евгений Рафалович в детстве
- Гизелла Ципола — певица в опере
- Лев Окрент — Голосовкер, врач
- Виктор Коваленко — Илько Марусяк
- Виктор Черняков — Страхоцкий, судья
- Анатолий Васильев — Лейба Хамайдес
- Мальвина Швидлер — Ида, служанка у Вагмана
- Алексей Петухов — следователь
- Владимир Гончаров — Дорн
- Михаил Гейкрайтер — Мошко, шинкарь
- Анатолий Пазенко — пан на улице
- Анатолий Лукьяненко — комиссар полиции

### В эпизодах
- Борис Александров — селянин
- Константин Артеменко — старик-селянин
- Евдокия Бобровская — Галя Онуфрова
- Борис Болдыревский — селянин
- Михаил Игнатов — полицейский выпускавший Рафаловича из тюремной камеры (нет в титрах)
- Юрий Вервейко
- Ю. Гунтмахер
- Сергей Дашевский
- О. Затучный
- Н. Зверина
- Т. Кыш
- Кристина Ланская
- Виктор Лексиков — староста
- Максим Максименко
- Николай Малашенко — селянин
- Осип Найдук — Андрей, старый селянин
- Анатолий Пашнин
- Виктор Полищук — судебный заседатель
- Людмила Смородина — Зося, жена Барана
- Альбина Сотникова
- Вадим Тадер
- Борис Триус
- Я. Турянская
- Михаил Фица
- Лидия Чащина
- Надежда Шепетюк
- Олег Шеремет-Доска
- М. Шморгонер
- Игорь Щербак

## Съёмочная группа
- Авторы сценария:
  - Олег Бийма
  - Леонид Мужук
  - Виктор Политов
- Режиссёр-постановщик: Олег Бийма
- Оператор-постановщик: Алексей Зоценко
- Художник-постановщик: Эдуард Колесов
- Композитор: Владимир Гронский
- Художник по костюмам: Алла Кириченко
- Художник-декоратор: Виталий Клебановский
- Национальный симфонический оркестр Украины
  - Дирижёр: Владимир Сиренко
- Детский фольклорный ансамбль села Прокурава (Ивано-Франковская область)
- Директор картины: Сергей Саакян

## Награды и премии
- 1996 — Указом Президента Украины от 29 февраля 1996 года «О присуждении Государственной премии Украины имени Тараса Шевченко» награждены за сериалы художественных телевизионных фильмов «Западня» (1993) и «Преступление со многими неизвестными» (1993) производства студии «Укртелефильм»:
  - Олег Бийма, режиссёр-постановщик
  - Владимир Гронский, композитор
  - Алексей Зоценко, оператор-постановщик
  - Ольга Сумская, Анатолий Хостикоев, Алексей Богданович, Зинаида Дехтярёва, исполнители ролей[1]

## Факты
- В фильме звучат фрагменты:
  - из оперы Рихарда Вагнера «Лоэнгрин»
  - отрывок из арии Леоноры из оперы Джузеппе Верди «Сила судьбы» в исполнении Гизеллы Циполы